# 呼玛尔城堡之战
呼玛尔城堡之战1655年清朝和沙俄在黑龙江爆发的武装冲突。 

## 背景
第一次罗禅征伐之后，斯捷潘诺夫被清朝将领轻车都尉明安达礼的部队击败之后，逃往黑龙江上游，到呼玛尔河口时，遇到63名沙俄士兵，这些士兵是从贝加尔湖以东地区侵入黑龙江的，首领别克托夫告诉斯捷潘洛夫说：“不要再上行了，黑龙江上游没有粮食……”斯捷潘洛夫决定就地停下过冬。这年秋天，哥萨克人在呼玛尔河修建城堡，寒冬，他们将冰结一米半深的土地砸开，城堡筑在土堤上，四周围以坚固的双层木桩做城墙，城角筑扶壁，四周挖宽二俄丈、深一俄丈的壕沟，壕沟外面围插上木“刺障”，而在木“刺障”外面再围上一层铁蒺藜，铁蒺藜是用箭头做的插在地里的暗障碍物。木“刺障”上安设了防护板。城墙从上到下开有射击孔，在两层木桩之间填满土，以防轰击。在城内掘一口井，连着井又修了四条斜沟，通向四方，以便从井内引水灭火。用高架支着巨大铁容器，盛着夜间照明用的树脂，修筑了安放大炮的炮座和可以推掉对方云梯和盾牌的长杆等，称“呼玛尔斯克”。

## 战斗
1655年，清政府派明安达礼统率官兵自北京进军黑龙江，3月24日，清军到达呼玛尔，在堡外树林中击毙20名正在伐木造船的俄军士兵，躲在城堡内的斯捷潘洛夫立即派87名士兵前
去支援，又被伏击消灭。随后清军从四面包围城堡，明安达礼命令以箭附书射入城内，命令俄军投降，被拒绝。4月5日明安达礼下令在附近的小丘上安装15门大炮轰击城堡，持续一天一夜。清军使用了云梯、火药包、钩竿。进攻从午夜一直持续到天明，未能成功。明安达礼下令部队后退，在一里半外地方安营扎寨，截断水源，捣毁俄军岸边船只，切断去路。明安达礼再次下令猛攻呼玛尔斯克，在城堡中的俄军弹尽粮绝，听天由命，祈求上帝保佑。
这时，清军出战前粮饷准备不足，明安达礼决定再次射箭附书于敌堡中，希望能与俄军谈判，勒令投降。然而城堡中的俄人文字不通，没有答复。明安达礼命令全军撤退，这场战役无果而终。